# 89 Julija
87 Julija (mednarodno ime 89 Julia) je velik asteroid tipa S v glavnem asteroidnem pasu. 

## Odkritje
Asteroid je odkril Édouard Stephan (1837 – 1923) 6. avgusta 1866.. Asteroid je poimenovan po svetnici Juliji Korziški

## Lastnosti
Asteroid Tisba obkroži Sonce v 4,07 letih. Njegova tirnica ima izsrednost 0,84, nagnjena pa je za 16,142° proti ekliptiki. Njegov premer je 151,5 km, okrog svoje osi pa se zavrti 11,387 urah